# Fraat I. Partski
Fraat I. (perzijski: فرهاد يکم ) je bio vladarom Partskog Carstva.  Bio je iz dinastije Arsakida. Vladao je od 175. pr. Kr. do 171. pr. Kr. Naslijedio je Frijapatija na prijestolju.
O ocu mu se malo zna, pa se pretpostavlja da je bio najstariji sin Frijapatija, a da mu je brat bio Mitridat I. (prema Justinu), a moguće i Artaban I.). Moguće je i da imao i četvrtog brat, no četvrtom ime nije poznato. Taj četvrti imao je sinove, odnosno to su bili Frijapatovi sinovci: partski kralj Arsak IX. Gotarz I. Partski.
Prema Justinu, borio se protiv Amarda (Amardijaca, Amui na pahlaviju), "ratobornih naroda", gorštaka koji su živjeli na gorju Elbrusu, južno od Kaspijskog jezera i umro malo poslije, u relativno mladoj dobi. Iako je imao više sinova, izabrao je brata Mitridata I. za nasljednika na prijestolju.

## Vanjske poveznice
- Francuski prijevod Justinovih djela
- Engleski prijevod Justinovih djela